# 偵探作家俱樂部
偵探作家俱樂部（英語：Detection Club）是一個英國推理作家組成的俱樂部，成立於1930年左右。由安東尼·柏克萊和多萝西·L·塞耶斯等知名推理作家建立。現任主席為馬丁·愛德華。

## 歷史
該俱樂部只有古典推理小說家才能加入，須受到邀請才能加入，所有新成員都得參加入會儀式（由多萝西·L·塞耶斯所設計的），並遵守推理小說十誡。在俱樂部成立的早期，多名成員集體創作長篇小說，由不同人撰寫同一部小說的不同章節，最終聯名出版，這些作品包括《漂浮的海军上将》、《幕後》和《獨家新聞》。
俱樂部首任主席由「布朗神父」作者G·K·卻斯特頓擔任，1936年由E·B·班特萊接任，1949年由多萝西·L·塞耶斯接任。1958年由阿嘉莎·克莉絲蒂接任，直到她1976年去世為止。現任主席是馬丁·愛德華。

## 歷任主席
- 1930年—1936年：G·K·卻斯特頓
- 1936年—1949年：E·B·班特萊（英语：Edmund Clerihew Bentley）
- 1949年—1958年：多萝西·L·塞耶斯
- 1958年—1976年：阿嘉莎·克莉絲蒂
- 1976年—1985年：朱利安·西蒙斯（英语：Julian Symons）[2]
- 1985年—2000年：H· R· F·基亭（英语：H. R. F. Keating）
- 2000年—2015年：西門·布雷特（英语：Simon Brett）
- 2015年—：馬丁·愛德華（英语：Martin Edwards (author)）[3]